# Oban
Oban (An t-Oban ve skotské gaelštině, což znamená Malá zátoka) je město na západním pobřeží Skotska. Je to hlavní město oblasti Argyll and Bute. Město má 12 000 stálých obyvatel, během turistické sezóny hostí navíc přibližně stejný počet turistů.
Mezi pamětihodnosti města patří především monumentální zřícenina amfiteátru, která byla  vybudována na konci 19. století bohatým romantikem a mela slouzit jako knihovna a muzeum.
Ve městě se také nachází přístav a palírna skotské whisky značky Oban.

## Externí odkazy

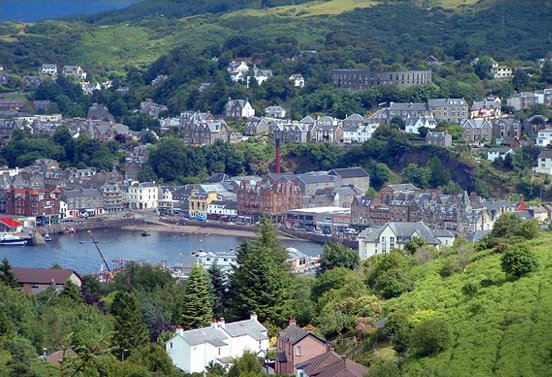
Pohled na město